# 张丽霞
张丽霞 （1951年—）是一位美国华人计算机科学家。

## 生平
1951年出生，文化大革命时期因学校关闭在农场开拖拉机，本科毕业于黑龙江大学。 1981年获得加州州立大学洛杉矶分校电子工程硕士学位。1986年成为唯一女性和学生身份参与互联网工程任务组前期会议的21位成员之一。1989年获得麻省理工学院博士学位。之后进入帕羅奧多研究中心担任研究员，1996年任教于加州大学洛杉矶分校。

## 家庭
丈夫是Jim Ma，有两个儿子，生活在圣费尔南多谷。

## 荣誉
- 2006年被选为计算机协会会士
- 2009年获得IEEE Internet Award
- 2019年被选为中国计算机学会海外杰出贡献奖[6]